# Cavese 1919
Maillots
Actualités
Cavese 1919 (le plus souvent, la Cavese) est un club italien de football. Il est basé à Cava de' Tirreni, près de la côte amalfitaine, dans la province de Salerne.
Le club est fondé en 1919. Il participe à la Serie C (D3) en 2024-2025.
Le club est connu pour son groupe de supporters Ultras dans le virage sud.

## Historique
- 1919 - fondation du club
- 1926 : 1re saison en Serie C
- 1981 : 1re saison en Serie B

## Anciens joueurs
- Renato Rafael Bondi
- Dario Dainelli
- Gian Piero Gasperini
- Rodolphe Hiden
- Virgilio Levratto
- Nicolò Napoli
- Rocco Placentino
- Lorenzo Insigne

## Anciens entraîneurs
- Romeo Benetti

## Palmarès
- 1 championnat de Serie C1 (D3) : 1980-81
- 1 championnat de Serie C2 (D4) : 2005-06
- 1 championnat de Serie D (D5) : 2002-03